# Jämna och udda tal

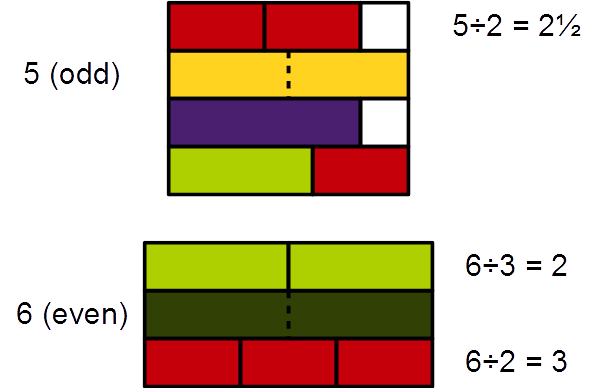

Varje heltal är antingen jämnt eller udda. Om ett heltal är en multipel av två är det ett jämnt tal; annars är det ett udda tal. Med andra ord innebär det att kvoten av ett jämnt tal dividerat med två är ett heltal, medan kvoten av ett udda tal dividerat med två är ett icke-heltal. Exempel på jämna tal är −4 och 70; exempel på udda tal är −5 och 71. Både jämna och udda tal bildar listor som är oändliga åt båda hållen. Talet noll är jämnt, eftersom det är lika med två gånger noll. Ibland kallas egenskapen att vara jämn eller udda för paritet.
En formell definition av heltalsparitet är att ett jämnt tal är ett heltal på formen n = 2k, där k är ett heltal; och ett udda tal är ett heltal på formen n = 2k + 1. Denna klassifikation gäller endast för heltal, det vill säga icke-heltal som 1/2 eller 4,201 är varken jämna eller udda tal. Mängderna av jämna och udda tal kan definieras som följande:
- Jämna {\displaystyle =\{2k:k\in \mathbb {Z} \}}
- Udda {\displaystyle =\{2k+1:k\in \mathbb {Z} \}}

Mängden av de jämna och udda talen bildar en partition av mängden heltal.
Ett heltal i decimala talsystemet är jämnt eller udda beroende på om dess sista siffra är jämn eller udda. Det betyder att om den sista siffran är 0, 2, 4, 6 eller 8 är det ett jämnt tal; om den sista siffran är 1, 3, 5, 7 eller 9 är det ett udda tal. Samma princip gäller för alla jämna talbaser. Särskilt är ett tal i binära talsystemet udda om dess sista siffra är 1, och jämn om dess sista siffra är 0. I en udda talbas är ett heltal jämnt eller udda beroende på siffersumman – det är jämnt om och endast om siffersumman är jämn.
Det finns lika många udda heltal som det finns heltal och det finns lika många jämna heltal som det finns heltal; dessa två egenskaper är en konsekvens av det faktum att heltalen utgör en uppräkneligt oändlig mängd. Se artikeln om kardinalitet för en utförligare diskussion om oändliga mängder.

## Aritmetik
De följande lagarna kan bevisas med hjälp av delbarhet och att 2 är ett primtal.

### Addition och subtraktion
- jämn ± jämn = jämn
- jämn ± udda = udda
- udda ± udda = jämn

### Multiplikation
- jämn * jämn = jämn
- jämn * udda = jämn
- udda * udda = udda

Strukturen ({jämn, udda}, +, ×) är i själva verket en kropp med bara två element.
Exempel (jämn):
- {\displaystyle 2\cdot 2=4}
- {\displaystyle 4\cdot 4=16}

Exempel (udda):
- {\displaystyle 3\cdot 3=9}
- {\displaystyle 5\cdot 5=25}

### Division
Division av två heltal ger inte nödvändigtvis ett heltal som kvot. Till exempel är 1 delat med 4 lika med 1/4, som varken är jämnt eller udda, eftersom egenskaperna jämn eller udda bara kan tillämpas på heltal. Men när kvoten är ett heltal är den jämn om och endast om täljaren har fler två-faktorer än nämnaren.

## Historia
De antika grekerna ansåg att 1, monaden, varken var helt udda eller helt jämn. Denna uppfattning överlevde in på 1800-talet: Friedrich Wilhelm August Fröbels The Education of Man (1826) instruerar läraren att lära eleverna att 1 varken är jämnt eller udda.

## Högre matematik

### Högre dimensioner och mer generella klasser av tal
|   | a | b | c | d | e | f | g | h |   |
| 8 | c8 svart kryss · e8 svart kryss · b7 svart kryss · f7 svart kryss · d6 svart springare · b5 svart kryss · f5 svart kryss · c4 svart kryss · e4 svart kryss · c1 vit löpare · f1 vit löpare | c8 svart kryss · e8 svart kryss · b7 svart kryss · f7 svart kryss · d6 svart springare · b5 svart kryss · f5 svart kryss · c4 svart kryss · e4 svart kryss · c1 vit löpare · f1 vit löpare | c8 svart kryss · e8 svart kryss · b7 svart kryss · f7 svart kryss · d6 svart springare · b5 svart kryss · f5 svart kryss · c4 svart kryss · e4 svart kryss · c1 vit löpare · f1 vit löpare | c8 svart kryss · e8 svart kryss · b7 svart kryss · f7 svart kryss · d6 svart springare · b5 svart kryss · f5 svart kryss · c4 svart kryss · e4 svart kryss · c1 vit löpare · f1 vit löpare | c8 svart kryss · e8 svart kryss · b7 svart kryss · f7 svart kryss · d6 svart springare · b5 svart kryss · f5 svart kryss · c4 svart kryss · e4 svart kryss · c1 vit löpare · f1 vit löpare | c8 svart kryss · e8 svart kryss · b7 svart kryss · f7 svart kryss · d6 svart springare · b5 svart kryss · f5 svart kryss · c4 svart kryss · e4 svart kryss · c1 vit löpare · f1 vit löpare | c8 svart kryss · e8 svart kryss · b7 svart kryss · f7 svart kryss · d6 svart springare · b5 svart kryss · f5 svart kryss · c4 svart kryss · e4 svart kryss · c1 vit löpare · f1 vit löpare | c8 svart kryss · e8 svart kryss · b7 svart kryss · f7 svart kryss · d6 svart springare · b5 svart kryss · f5 svart kryss · c4 svart kryss · e4 svart kryss · c1 vit löpare · f1 vit löpare | 8 |
| 7 | c8 svart kryss · e8 svart kryss · b7 svart kryss · f7 svart kryss · d6 svart springare · b5 svart kryss · f5 svart kryss · c4 svart kryss · e4 svart kryss · c1 vit löpare · f1 vit löpare | c8 svart kryss · e8 svart kryss · b7 svart kryss · f7 svart kryss · d6 svart springare · b5 svart kryss · f5 svart kryss · c4 svart kryss · e4 svart kryss · c1 vit löpare · f1 vit löpare | c8 svart kryss · e8 svart kryss · b7 svart kryss · f7 svart kryss · d6 svart springare · b5 svart kryss · f5 svart kryss · c4 svart kryss · e4 svart kryss · c1 vit löpare · f1 vit löpare | c8 svart kryss · e8 svart kryss · b7 svart kryss · f7 svart kryss · d6 svart springare · b5 svart kryss · f5 svart kryss · c4 svart kryss · e4 svart kryss · c1 vit löpare · f1 vit löpare | c8 svart kryss · e8 svart kryss · b7 svart kryss · f7 svart kryss · d6 svart springare · b5 svart kryss · f5 svart kryss · c4 svart kryss · e4 svart kryss · c1 vit löpare · f1 vit löpare | c8 svart kryss · e8 svart kryss · b7 svart kryss · f7 svart kryss · d6 svart springare · b5 svart kryss · f5 svart kryss · c4 svart kryss · e4 svart kryss · c1 vit löpare · f1 vit löpare | c8 svart kryss · e8 svart kryss · b7 svart kryss · f7 svart kryss · d6 svart springare · b5 svart kryss · f5 svart kryss · c4 svart kryss · e4 svart kryss · c1 vit löpare · f1 vit löpare | c8 svart kryss · e8 svart kryss · b7 svart kryss · f7 svart kryss · d6 svart springare · b5 svart kryss · f5 svart kryss · c4 svart kryss · e4 svart kryss · c1 vit löpare · f1 vit löpare | 7 |
| 6 | c8 svart kryss · e8 svart kryss · b7 svart kryss · f7 svart kryss · d6 svart springare · b5 svart kryss · f5 svart kryss · c4 svart kryss · e4 svart kryss · c1 vit löpare · f1 vit löpare | c8 svart kryss · e8 svart kryss · b7 svart kryss · f7 svart kryss · d6 svart springare · b5 svart kryss · f5 svart kryss · c4 svart kryss · e4 svart kryss · c1 vit löpare · f1 vit löpare | c8 svart kryss · e8 svart kryss · b7 svart kryss · f7 svart kryss · d6 svart springare · b5 svart kryss · f5 svart kryss · c4 svart kryss · e4 svart kryss · c1 vit löpare · f1 vit löpare | c8 svart kryss · e8 svart kryss · b7 svart kryss · f7 svart kryss · d6 svart springare · b5 svart kryss · f5 svart kryss · c4 svart kryss · e4 svart kryss · c1 vit löpare · f1 vit löpare | c8 svart kryss · e8 svart kryss · b7 svart kryss · f7 svart kryss · d6 svart springare · b5 svart kryss · f5 svart kryss · c4 svart kryss · e4 svart kryss · c1 vit löpare · f1 vit löpare | c8 svart kryss · e8 svart kryss · b7 svart kryss · f7 svart kryss · d6 svart springare · b5 svart kryss · f5 svart kryss · c4 svart kryss · e4 svart kryss · c1 vit löpare · f1 vit löpare | c8 svart kryss · e8 svart kryss · b7 svart kryss · f7 svart kryss · d6 svart springare · b5 svart kryss · f5 svart kryss · c4 svart kryss · e4 svart kryss · c1 vit löpare · f1 vit löpare | c8 svart kryss · e8 svart kryss · b7 svart kryss · f7 svart kryss · d6 svart springare · b5 svart kryss · f5 svart kryss · c4 svart kryss · e4 svart kryss · c1 vit löpare · f1 vit löpare | 6 |
| 5 | c8 svart kryss · e8 svart kryss · b7 svart kryss · f7 svart kryss · d6 svart springare · b5 svart kryss · f5 svart kryss · c4 svart kryss · e4 svart kryss · c1 vit löpare · f1 vit löpare | c8 svart kryss · e8 svart kryss · b7 svart kryss · f7 svart kryss · d6 svart springare · b5 svart kryss · f5 svart kryss · c4 svart kryss · e4 svart kryss · c1 vit löpare · f1 vit löpare | c8 svart kryss · e8 svart kryss · b7 svart kryss · f7 svart kryss · d6 svart springare · b5 svart kryss · f5 svart kryss · c4 svart kryss · e4 svart kryss · c1 vit löpare · f1 vit löpare | c8 svart kryss · e8 svart kryss · b7 svart kryss · f7 svart kryss · d6 svart springare · b5 svart kryss · f5 svart kryss · c4 svart kryss · e4 svart kryss · c1 vit löpare · f1 vit löpare | c8 svart kryss · e8 svart kryss · b7 svart kryss · f7 svart kryss · d6 svart springare · b5 svart kryss · f5 svart kryss · c4 svart kryss · e4 svart kryss · c1 vit löpare · f1 vit löpare | c8 svart kryss · e8 svart kryss · b7 svart kryss · f7 svart kryss · d6 svart springare · b5 svart kryss · f5 svart kryss · c4 svart kryss · e4 svart kryss · c1 vit löpare · f1 vit löpare | c8 svart kryss · e8 svart kryss · b7 svart kryss · f7 svart kryss · d6 svart springare · b5 svart kryss · f5 svart kryss · c4 svart kryss · e4 svart kryss · c1 vit löpare · f1 vit löpare | c8 svart kryss · e8 svart kryss · b7 svart kryss · f7 svart kryss · d6 svart springare · b5 svart kryss · f5 svart kryss · c4 svart kryss · e4 svart kryss · c1 vit löpare · f1 vit löpare | 5 |
| 4 | c8 svart kryss · e8 svart kryss · b7 svart kryss · f7 svart kryss · d6 svart springare · b5 svart kryss · f5 svart kryss · c4 svart kryss · e4 svart kryss · c1 vit löpare · f1 vit löpare | c8 svart kryss · e8 svart kryss · b7 svart kryss · f7 svart kryss · d6 svart springare · b5 svart kryss · f5 svart kryss · c4 svart kryss · e4 svart kryss · c1 vit löpare · f1 vit löpare | c8 svart kryss · e8 svart kryss · b7 svart kryss · f7 svart kryss · d6 svart springare · b5 svart kryss · f5 svart kryss · c4 svart kryss · e4 svart kryss · c1 vit löpare · f1 vit löpare | c8 svart kryss · e8 svart kryss · b7 svart kryss · f7 svart kryss · d6 svart springare · b5 svart kryss · f5 svart kryss · c4 svart kryss · e4 svart kryss · c1 vit löpare · f1 vit löpare | c8 svart kryss · e8 svart kryss · b7 svart kryss · f7 svart kryss · d6 svart springare · b5 svart kryss · f5 svart kryss · c4 svart kryss · e4 svart kryss · c1 vit löpare · f1 vit löpare | c8 svart kryss · e8 svart kryss · b7 svart kryss · f7 svart kryss · d6 svart springare · b5 svart kryss · f5 svart kryss · c4 svart kryss · e4 svart kryss · c1 vit löpare · f1 vit löpare | c8 svart kryss · e8 svart kryss · b7 svart kryss · f7 svart kryss · d6 svart springare · b5 svart kryss · f5 svart kryss · c4 svart kryss · e4 svart kryss · c1 vit löpare · f1 vit löpare | c8 svart kryss · e8 svart kryss · b7 svart kryss · f7 svart kryss · d6 svart springare · b5 svart kryss · f5 svart kryss · c4 svart kryss · e4 svart kryss · c1 vit löpare · f1 vit löpare | 4 |
| 3 | c8 svart kryss · e8 svart kryss · b7 svart kryss · f7 svart kryss · d6 svart springare · b5 svart kryss · f5 svart kryss · c4 svart kryss · e4 svart kryss · c1 vit löpare · f1 vit löpare | c8 svart kryss · e8 svart kryss · b7 svart kryss · f7 svart kryss · d6 svart springare · b5 svart kryss · f5 svart kryss · c4 svart kryss · e4 svart kryss · c1 vit löpare · f1 vit löpare | c8 svart kryss · e8 svart kryss · b7 svart kryss · f7 svart kryss · d6 svart springare · b5 svart kryss · f5 svart kryss · c4 svart kryss · e4 svart kryss · c1 vit löpare · f1 vit löpare | c8 svart kryss · e8 svart kryss · b7 svart kryss · f7 svart kryss · d6 svart springare · b5 svart kryss · f5 svart kryss · c4 svart kryss · e4 svart kryss · c1 vit löpare · f1 vit löpare | c8 svart kryss · e8 svart kryss · b7 svart kryss · f7 svart kryss · d6 svart springare · b5 svart kryss · f5 svart kryss · c4 svart kryss · e4 svart kryss · c1 vit löpare · f1 vit löpare | c8 svart kryss · e8 svart kryss · b7 svart kryss · f7 svart kryss · d6 svart springare · b5 svart kryss · f5 svart kryss · c4 svart kryss · e4 svart kryss · c1 vit löpare · f1 vit löpare | c8 svart kryss · e8 svart kryss · b7 svart kryss · f7 svart kryss · d6 svart springare · b5 svart kryss · f5 svart kryss · c4 svart kryss · e4 svart kryss · c1 vit löpare · f1 vit löpare | c8 svart kryss · e8 svart kryss · b7 svart kryss · f7 svart kryss · d6 svart springare · b5 svart kryss · f5 svart kryss · c4 svart kryss · e4 svart kryss · c1 vit löpare · f1 vit löpare | 3 |
| 2 | c8 svart kryss · e8 svart kryss · b7 svart kryss · f7 svart kryss · d6 svart springare · b5 svart kryss · f5 svart kryss · c4 svart kryss · e4 svart kryss · c1 vit löpare · f1 vit löpare | c8 svart kryss · e8 svart kryss · b7 svart kryss · f7 svart kryss · d6 svart springare · b5 svart kryss · f5 svart kryss · c4 svart kryss · e4 svart kryss · c1 vit löpare · f1 vit löpare | c8 svart kryss · e8 svart kryss · b7 svart kryss · f7 svart kryss · d6 svart springare · b5 svart kryss · f5 svart kryss · c4 svart kryss · e4 svart kryss · c1 vit löpare · f1 vit löpare | c8 svart kryss · e8 svart kryss · b7 svart kryss · f7 svart kryss · d6 svart springare · b5 svart kryss · f5 svart kryss · c4 svart kryss · e4 svart kryss · c1 vit löpare · f1 vit löpare | c8 svart kryss · e8 svart kryss · b7 svart kryss · f7 svart kryss · d6 svart springare · b5 svart kryss · f5 svart kryss · c4 svart kryss · e4 svart kryss · c1 vit löpare · f1 vit löpare | c8 svart kryss · e8 svart kryss · b7 svart kryss · f7 svart kryss · d6 svart springare · b5 svart kryss · f5 svart kryss · c4 svart kryss · e4 svart kryss · c1 vit löpare · f1 vit löpare | c8 svart kryss · e8 svart kryss · b7 svart kryss · f7 svart kryss · d6 svart springare · b5 svart kryss · f5 svart kryss · c4 svart kryss · e4 svart kryss · c1 vit löpare · f1 vit löpare | c8 svart kryss · e8 svart kryss · b7 svart kryss · f7 svart kryss · d6 svart springare · b5 svart kryss · f5 svart kryss · c4 svart kryss · e4 svart kryss · c1 vit löpare · f1 vit löpare | 2 |
| 1 | c8 svart kryss · e8 svart kryss · b7 svart kryss · f7 svart kryss · d6 svart springare · b5 svart kryss · f5 svart kryss · c4 svart kryss · e4 svart kryss · c1 vit löpare · f1 vit löpare | c8 svart kryss · e8 svart kryss · b7 svart kryss · f7 svart kryss · d6 svart springare · b5 svart kryss · f5 svart kryss · c4 svart kryss · e4 svart kryss · c1 vit löpare · f1 vit löpare | c8 svart kryss · e8 svart kryss · b7 svart kryss · f7 svart kryss · d6 svart springare · b5 svart kryss · f5 svart kryss · c4 svart kryss · e4 svart kryss · c1 vit löpare · f1 vit löpare | c8 svart kryss · e8 svart kryss · b7 svart kryss · f7 svart kryss · d6 svart springare · b5 svart kryss · f5 svart kryss · c4 svart kryss · e4 svart kryss · c1 vit löpare · f1 vit löpare | c8 svart kryss · e8 svart kryss · b7 svart kryss · f7 svart kryss · d6 svart springare · b5 svart kryss · f5 svart kryss · c4 svart kryss · e4 svart kryss · c1 vit löpare · f1 vit löpare | c8 svart kryss · e8 svart kryss · b7 svart kryss · f7 svart kryss · d6 svart springare · b5 svart kryss · f5 svart kryss · c4 svart kryss · e4 svart kryss · c1 vit löpare · f1 vit löpare | c8 svart kryss · e8 svart kryss · b7 svart kryss · f7 svart kryss · d6 svart springare · b5 svart kryss · f5 svart kryss · c4 svart kryss · e4 svart kryss · c1 vit löpare · f1 vit löpare | c8 svart kryss · e8 svart kryss · b7 svart kryss · f7 svart kryss · d6 svart springare · b5 svart kryss · f5 svart kryss · c4 svart kryss · e4 svart kryss · c1 vit löpare · f1 vit löpare | 1 |
|   | a | b | c | d | e | f | g | h |   |

Heltalskoordinaterna för punkter i euklidiska rum med två eller flera dimensioner har också en paritet, vanligtvis definierat som pariteten av summan av koordinaterna. Exempelvis flatecentrerade kubiska gitter och dess högre-dimensionella generaliseringar, Dn-gitter, utgörs av samtliga heltalspunkter vars koordinatsumma är jämn. Denna egenskap visar sig i schack, där pariteten av en kvadrat (schackruta) anges av dess färg: löpare är begränsade till rutor av samma paritet; springare alternerar paritet mellan drag. Denna form av paritet var ökänd för att lösa det stympade schackbrädet: om två motsatta hörnrutor tas bort från ett schackbräde kan det kvarvarande brädet inte täckas av dominobrickor, eftersom varje dominobricka täcker en ruta för varje paritet och att det finns ytterligare två rutor i den ena pariteten än den andra.
Pariteten av ett ordinaltal kan definieras som jämn om talet är ett limesordinaltal, eller ett limesordinaltal plus ett ändligt jämnt antal, och annars udda.

### Talteori
De jämna talen bildar ett ideal i heltalsringen, men inte de udda. Ett heltal är jämnt om det är kongruent modulo detta ideal, med andra ord om det är kongruent med 0 modulo 2, och udda om det är kongruent med 1 modulo 2.
Alla primtal är udda, med ett undantag: 2. Alla kända perfekta tal är jämna. Det är dock inte bevisat att udda perfekta tal inte skulle kunna existera.
Enligt Goldbachs förmodan kan varje jämnt heltal större än 2 skrivas som en summa av två primtal. Datorberäkningar har visat att förmodan är sann för heltal åtminstone upp till 4 × 1014, men något generellt bevis har ännu inte hittats.

### Gruppteori

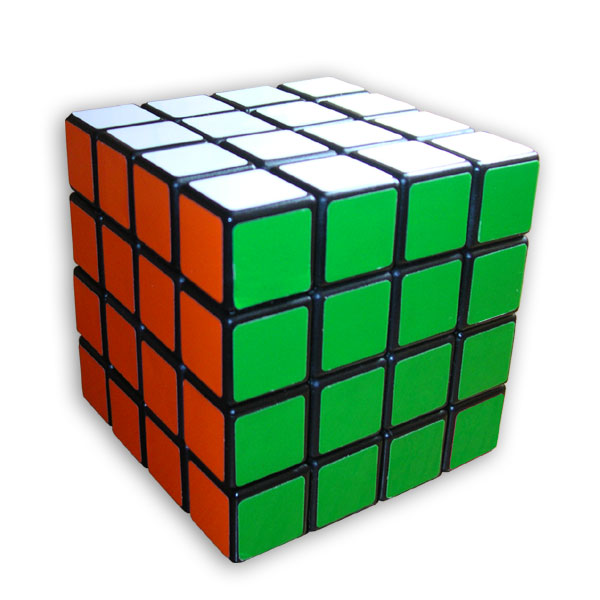
Rubiks Revenge i löst tillstånd.

Pariteten av en permutation (i abstrakt algebra) är pariteten hos antalet transpositioner som permutationen kan delas upp i. Till exempel är (ABC) till (BCA) jämnt eftersom det kan genomföras genom att byta plats på A och B, och sedan C och A (två transpositioner). Det kan visas att ingen permutation kan delas upp i både ett jämnt och ett udda antal transpositioner, alltså är det ovanstående en lämplig definition. I Rubiks kub, Megaminx och andra vridna pussel tillåter pusselhandlingarna endast jämna permutationer av pusselbitarna, så paritet är viktigt för att förstå konfigurationsrummet av dessa pussel.
Enligt Feit–Thompsons sats är en ändlig grupp alltid lösbar om dess ordning är udda. Detta är ett exempel på att udda tal spelar roll i en avancerad matematisk sats där tillämpningen av den enkla hypotesen om "udda ordning" är långtifrån uppenbar.

### Analys
Pariteten av en funktion beskriver hur dess värden ändras när argumenten utbyts med sina negationer. En jämn funktion, såsom en jämn potens av en variabel, ger samma resultat för något argument som för dess negation. En udda funktion, såsom en udda potens av en variabel, ger för något argument negationen av dess resultat vid negationen av argumentet. Det är möjligt för en funktion att varken vara jämn eller udda, och fallet f(x) = 0 är både jämnt och udda. Taylorserien för en jämn funktion innehåller endast termer vars exponent är ett jämnt tal, och Taylorserien för en udda funktion innehåller endast termer vars exponent är ett udda tal.

### Kombinatorisk spelteori
Inom kombinatorisk spelteori är ett ont tal (engelska: Evil number) ett tal som har ett jämnt antal ettor i sin binära representation, och ett avskyvärt tal (engelska: Odious number) är ett tal som har ett udda antal ettor i sin binära representation; dessa tal spelar en viktig roll i strategin för spelet Kayles. Paritetsfunktionen returnerar antalet ettor ett givet tal har i sin binära representation, modulo 2, så att dess värde är noll (0) för onda tal och ett (1) för avskyvärda tal. Thue–Morse-följden, en oändlig följd av nollor och ettor, har en nolla i position i om i är ont, och en etta i position i om i är avskyvärt.

## Ytterligare tillämpningar
Inom informationsteorin föreskriver en paritetsbit bifogad till ett binärt tal den enklaste formen av feldetekteringskod. Om en enda bit i det resulterade värdet ändras kommer den inte längre att ha rätt paritet: genom att ändra en bit i det ursprungliga talet ges en annan paritet än den registrerade, och genom att ändra paritetsbiten utan att ändra talet härleds den av igen att ge ett inkorrekt resultat. På detta sätt kan alla överföringsfel av enstaka bitar detekteras tillförlitligt. Några mer sofistikerande felrättande koder är också baserade på användandet av multipla paritetsbitar för delmängder av bitarna i det ursprungliga kodade värdet.
I blåsinstrument som är cylindriska och i praktiken slutna i ena änden, som klarinetter vid klockstycket, är övertonernas frekvens udda multipler av grundtonens frekvens. (Med cylindriska pipor öppna i båda ändar, som används till exempel i vissa orgelstämmor, är övertonernas frekvens jämna multipler av grundtonsfrekvensen, men detta är det samma som att vara alla multipler av grundtonsfrekvensen och uppfattas oftast så.) Se deltonserien.
Vissa länder har jämna husnummer på den ena sidan av en gata, och udda husnummer på den andra sidan av gatan. Jämför United States Numbered Highways, jämna tal identifierar främst öst–väst-motorvägar medan udda tal främst identifierar nord–syd-motorvägar. Bland flygnummer identifierar jämna tal vanligtvis öst- eller nordflygningar medan udda tal typiskt identifierar väst- eller söderflygningar.
I böcker har i regel vänstra sidan (verso) jämna sidonummer och högra sidan (recto) udda sidonummer.